# كذب

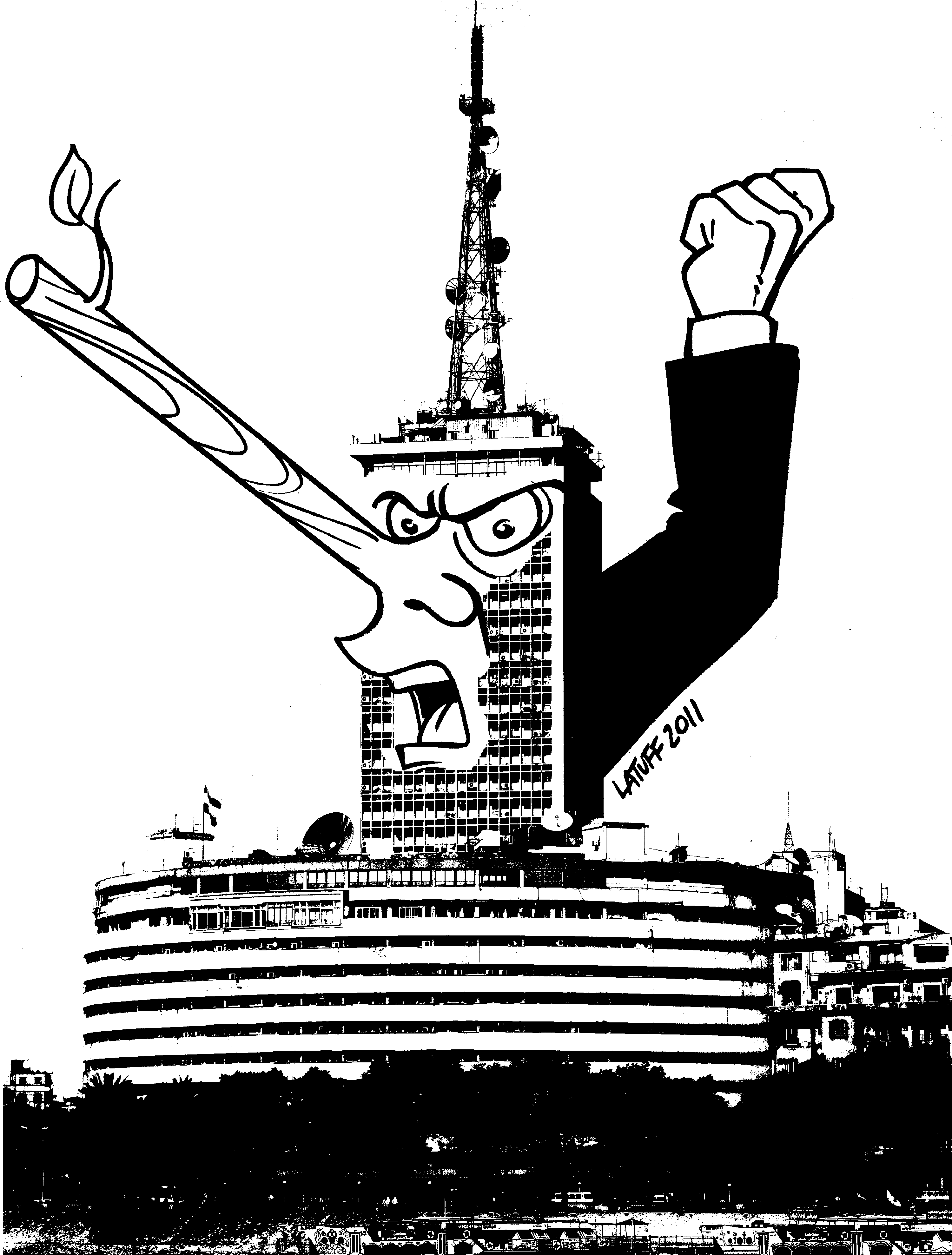
كاريكاتير لكارلوس لطوف يسخر من بث التلفزيون المصري للأكاذيب أثناء الثورة المصرية.

الكذب هو الإخبار بخلاف الواقع عمدًا، ويكون إما بتزييف الحقائق جزئيا أو كليا أو خلق روايات وأحداث جديدة، بنية وقصد الخداع أو حتى للمزاح لتحقيق هدف معين وقد يكون ماديا ونفسيا واجتماعيا وهو عكس الصدق، والكذب فعل محرم في أغلب الأديان.
الكذب قد يكون بسيطا ولكن إذا تطور ولازم الفرد فعند ذاك يكون الفرد مصاب بالكذب المرضي. وقد يقترن بعدد من الجرائم مثل الغش والنصب والسرقة. وقد يقترن ببعض المهن أو الأدوار مثل الدبلوماسية أو الحرب النفسية الإعلامية.

## علامات تظهر على الكاذب
- زيغ البصر: يتعمد الكاذب دائماً إزاغة بصره أثناء الحديث.
- استخدام كلمات قليلة: يستخدم الكاذب أقل عدد ممكن من الكلمات وهو في الحقيقة يفكر فيما يقول من أكاذيب وهناك أيضاً كاذبون ينهجون العكس ليربكوا المستمع ويثبتوا أنهم صادقون.
- التكلف العصبي: يميل الكاذب إلى تكلف منظر الجاد لاسيما في وجهه، إلا أنه يكشف نفسه ببعض الحركات اللاإرادية كمسح النظارة ولمس الوجه...إلخ.
- التكرار: الكاذب يميل عادةً إلى استخدام نفس الكلمات مرات متتالية وكذلك نفس المبررات.
- التعميم: يحاول الكاذب تجنب مسؤولية أفعاله، باستخدام أسلوب التعميم.
- تجنب الإشارة إلى الذات: يتجنب الكذاب عادةً استخدام كلمة (انا) ويقول بدلاً منها (نحن، الناس، معظم).
- إطلاق كلمات الاستخفاف بالأخرين: يميل الكذاب إلى أن ينسب للآخرين تصرفات وأقوال رديئة خصوصاً رذيلة الكذب التي هو مصــاب بها كما أنه سريع النسيان وقد يفضح نفسه بنفسه من كثرة مواقف الكذب التي عاشها وتناقضها أحياناً.
- تغيير وضع الرأس بسرعة.[2]
- تغير وتيرة انتظام التنفس
- الوقوف بثبات مبالغ فيه دون أي حركة حيث أنه من المعروف أن الأشخاص العاديين يتململون كثيرًا من وضعية وقوفهم أو جلوسهم عند الشعور بالتوتر
- تكرار الجمل والكلمات، حيث أنه يحاول أن يقنعك بأنه صادق في كلماته وإدخال الكذبة لعقلك بشكل مريح لتقتنع بها بشكل تام.
- يقوم بالتحدث عن الكثير من المعلومات
- يقوم بلمس أو تغطية فمه
- تتشابك القدمين: هذه حركة يحدثها الجسم بشكل لا ارادي عند الكاذب حيث أن الجسم يشعر بالتوتر وعدم الارتياح ويعطيك إحساس بأنها أو أنه يريد التخلص من هذا الموقف بسرعة
- يحدق إليه دون أن ترمش عيناه
- الحديث في تفاصيل في غير موضعها. بأن يتم سرد تفاصيل كثيرة كمقدمة لحكاية ما، ثم عندما يصل إلى لب الحكاية تجده يبخل في التفاصيل، ويحاول إغلاق الموضوع بشكل سريع.
- تسطيح الأمر وترك الثغرات. أي ترك الجوهر الموضوع والكلام عما ليس مهمًّا؛ وذلك للحصول على ثغرة للتهرُّب وقت الضرورة، وذلك باستخدام عبارات نمطية متعددة.
- إذا وقع الإنسان في موقف يتطلب منه رداً سريعاً وهو يعلم أنه مخطئ فيضطر إلى الكذب وذلك لتحسين صورته أمام شخص ما

## سيكولوجية الكذب
القدرة على الكذب لوحظ في وقت مبكر وبشكل يكاد يكون عالميا في مجال النمو البشري. علم النفس الاجتماعي وعلم النفس النمو تفسر الكذب من خلال العملية العقلية التي تعتمد على أن الناس يفحصون محاكاة رد فعل الآخرين لقصة وتحديد ما إذا كان سيتم تصديق الكذبة.
من الجدير ذكره أن الطفل عندما يبلغ من العمر نحو أربع سنوات ونصف، يبدأ الأطفال القدرة على الكذب المقنع. قبل هذا، يبدو أنهم ببساطة غير قادرين على إنشاء الأحداث ويبدو أن هناك سوى وجهة نظر واحدة، وهي الخاصة بهم.
الأطفال الصغار يتعلمون من التجربة أن الكذب يمكنهم تجنب عقوبة الأخطاء. ويقول الأطفال أكاذيب لا تصدق لأنهم يفتقرون إلى مرجعية تقرر منطقية الأحداث.
فالكذب سلوك متعلم تحدده البيئة وما إذا تم تربية الطفل وتعريضه لمثير ونال مكافأة من الاستجابة بالكذب وتم تكرار الكذب.
Pseudologia fantastica هي مصطلح يطبق من قبل الأطباء النفسيين لسلوك أو عادة إلزامية الكذب.
Mythomania هو حالة توجد فيها ميل للكذب والمبالغة المفرطة أو غير الطبيعية.

## الكذب في الإسلام
يحرم الإسلام الكذب، ذكر في القرآن يقول الله تعالى: (إن الله لا يهدي من هو مسرف كذاب) [ سورة غافر: 28] وقول الله في سورة الحج:30 (وَاجْتَنِبُوا قَوْلَ الزُّورِ)، وقال تعالى ﴿ فَمَنْ أَظْلَمُ مِمَّنْ كَذَبَ عَلَى اللَّهِ وَكَذَّبَ بِالصِّدْقِ إِذْ جَاءَهُ ﴾ [الزمر: 32]، وكان الكذب هو أبغض الأخلاق إلى رسول الإسلام محمد، فعن عائشة بنت أبي بكر (ما كان خلق أبغض إلى النبي محمد من الكذب ولقد كان الرجل يحدث عند النبي بالكذبة فما يزال في نفسه حتى يعلم أنه قد أحدث منها توبة). والكذب هو من خصال المنافق كما يقول النبي محمد صلى الله عليه واله وسلم (أربع من كن فيه كان منافقًا خالصًا، ومن كانت فيه خلة منهم كانت فيه خلة من النفاق حتى يدعها: إذا حدث كذب، وإذا عاهد غدر، وإذا وعد أخلف، وإذا خاصم فجر) ، أيضا روى مالك في موطئه من حديث صفوان بن سليم: أنه قيل للرسول محمد: أيكون المؤمن جبانًا؟ قال: نعم. فقيل له: أيكون بخيلاً؟ فقال: نعم. فقيل له: أيكون المؤمن كذَّابًا؟ فقال: لا

### أعظم أنواع الكذب
يعتبر أعظم أنواع الكذب في الإسلام هو الكذب على الله وعلى رسوله، ويكون الكذب على الله بتحليل حرام وتحريم حلال، فقول القرآن: (ويوم القيامة ترى الذين كذبوا على الله وجوههم مسودة أليس في جهنم مثوى للمتكبرين) [ سورة الزمر ]، ويقول النبي محمد (ومن كذب علي متعمدًا فليتبوأ مقعده من النار)

### متى يجوز الكذب
يبيح الإسلام الكذب في ثلاث حالات فقط، ولا يعتبرها الإسلام كذباً، وهي:
- الكذب للإصلاح بين المتخاصمين.
- خداع الأعداء في المعركة.
- الكذب لإرضاء الزوجة.

والدليل على ذلك قول أم كلثوم بنت عقبة (ما سمعت رسول الله يرخص في شيء من الكذب إلا في ثلاث كان رسول الله يقول: لا أعده كاذبا الرجل يصلح بين الناس يقول القول ولا يريد به إلا الإصلاح والرجل يقول في الحرب والرجل يحدث امرأته والمرأة تحدث زوجها) 

### كثرة الكذب من علامات الساعة
من علامات الساعة في الإسلام أن يفشو وينتشر الكذب بين الناس فلا يتحرى الرجل الصدق في كلامه وعدم التثبت في نقل الأخبار، وسيكون الكذب كثير مع قبحه وسوئه وأثره وكثرته بين الناس وقد وردت أحاديث نبوية عن كون الكذب من علامات الساعة فعن جابر بن سمرة رضي الله عنه أن رسول الله قال ((إن بين يدي الساعة كذابين فاحذروهم)) وعن أبي هريرة أن رسول الله صلى الله عليه وسلم قال ((سيكون في آخر أمتي أناس يحدثونكم ما لم تسمعوا أنتم ولا آباؤكم، فإياكم وإياهم)) وعنه قال: قال رسول الله صلى الله عليه وسلم ((يكون في آخر الزمان دجالون كذابون يأتونكم من الأحاديث بما لم تسمعوا أنتم ولا أباءكم فإياكم وإياهم، لا يضلونكم ولا يفتنونكم)).

### ورود كلمة الكذب في القرآن الكريم
وردت لفظ الكذب ومشتقاتها في القرآن الكريم في مواضع متعددة وبصيغ متعددة.، ووردت بعدد (251) موضعًا، على (6) أوجه:
- فَإِنْ كَذَّبُوكَ فَقَدْ كُذِّبَ رُسُلٌ مِنْ قَبْلِكَ ﴿184 آل عمران﴾
- فَإِنْ كَذَّبُوكَ فَقَدْ كُذِّبَ رُسُلٌ مِنْ قَبْلِكَ جَاءُوا بِالْبَيِّنَاتِ ﴿184 آل عمران﴾
- وَمَنْ أَظْلَمُ مِمَّنِ افترى عَلَى اللَّهِ كَذِبًا أَوْ كَذَّبَ بِآيَاتِهِ ﴿21 الأنعام﴾
- وَمَنْ أَظْلَمُ مِمَّنِ افترى عَلَى اللَّهِ كَذِبًا أَوْ كَذَّبَ بِآيَاتِهِ ﴿21 الأنعام﴾
- كذلك كَذَّبَ الَّذِينَ مِنْ قَبْلِهِمْ حتى ذَاقُوا بَأْسَنَا ﴿148 الأنعام﴾
- فَمَنْ أَظْلَمُ مِمَّنْ كَذَّبَ بِآيَاتِ اللَّهِ وَصَدَفَ عَنْهَا ﴿157 الأنعام﴾
- فَمَنْ أَظْلَمُ مِمَّنِ افترى عَلَى اللَّهِ كَذِبًا أَوْ كَذَّبَ بِآيَاتِهِ ﴿37 الأعراف﴾
- فَمَنْ أَظْلَمُ مِمَّنِ افتري عَلَى اللَّهِ كَذِبًا أَوْ كَذَّبَ بِآيَاتِهِ ﴿37 الأعراف﴾
- فَمَنْ أَظْلَمُ مِمَّنِ افترى عَلَى اللَّهِ كَذِبًا أَوْ كَذَّبَ بِآيَاتِهِ ﴿17 يونس﴾
- فَمَنْ أَظْلَمُ مِمَّنِ افترى عَلَى اللَّهِ كَذِبًا أَوْ كَذَّبَ بِآيَاتِهِ ﴿17 يونس﴾
- كذلك كَذَّبَ الَّذِينَ مِنْ قَبْلِهِمْ ﴿39 يونس﴾
- وَجَاءُوا على قَمِيصِهِ بِدَمٍ كَذِبٍ ﴿18 يوسف﴾
- وَلَقَدْ كَذَّبَ أَصْحَابُ الْحِجْرِ الْمُرْسَلِينَ ﴿80 الحجر﴾
- وَمَا مَنَعَنَا أَنْ نُرْسِلَ بِالْآيَاتِ إِلَّا أَنْ كَذَّبَ بِهَا الْأَوَّلُونَ ﴿59 الإسراء﴾
- إِنَّا قَدْ أُوحِيَ إِلَيْنَا أَنَّ الْعَذَابَ على مَنْ كَذَّبَ وَتَوَلَّىٰ ﴿48 طه﴾
- بَلْ كَذَّبُوا بِالسَّاعَةِ وَأَعْتَدْنَا لِمَنْ كَذَّبَ بِالسَّاعَةِ سَعِيرًا ﴿11 الفرقان﴾
- بَلْ كَذَّبُوا بِالسَّاعَةِ وَأَعْتَدْنَا لِمَنْ كَذَّبَ بِالسَّاعَةِ سَعِيرًا ﴿11 الفرقان﴾
- كَذَّبَ أَصْحَابُ الْأَيْكَةِ الْمُرْسَلِينَ ﴿176 الشعراء﴾
- وَإِنْ تُكَذِّبُوا فَقَدْ كَذَّبَ أُمَمٌ مِنْ قَبْلِكُمْ ﴿18 العنكبوت﴾
- وَإِنْ تُكَذِّبُوا فَقَدْ كَذَّبَ أُمَمٌ مِنْ قَبْلِكُمْ ﴿18 العنكبوت﴾
- وَمَنْ أَظْلَمُ مِمَّنِ افْتَرَىٰ عَلَى اللَّهِ كَذِبًا أَوْ كَذَّبَ بِالْحَقِّ لَمَّا جَاءَهُ ﴿68 العنكبوت﴾
- وَمَنْ أَظْلَمُ مِمَّنِ افْتَرَىٰ عَلَى اللَّهِ كَذِبًا أَوْ كَذَّبَ بِالْحَقِّ لَمَّا جَاءَهُ ﴿68 العنكبوت﴾
- وَإِنْ يُكَذِّبُوكَ فَقَدْ كَذَّبَ الَّذِينَ مِنْ قَبْلِهِمْ ﴿25 فاطر﴾
- وَإِنْ يُكَذِّبُوكَ فَقَدْ كَذَّبَ الَّذِينَ مِنْ قَبْلِهِمْ ﴿25 فاطر﴾
- إِنْ كُلٌّ إِلَّا كَذَّبَ الرُّسُلَ فَحَقَّ عِقَابِ ﴿14 ص﴾

اما أوجه لفظ الكذب في القرآن الكريم وهي:
- 1- النفاق: في قوله: ﴿ وَلَهُمْ عَذَابٌ أَلِيمٌ بِمَا كَانُوا يَكْذِبُونَ ﴾ [البقرة: 10]، وقال تعالى: ﴿ إِنَّ الْمُنَافِقِينَ لَكَاذِبُونَ ﴾ [المنافقون: 1].
- 2- القذف: ﴿ وَالْخَامِسَةُ أَنَّ لَعْنَتَ اللَّهِ عَلَيْهِ إِنْ كَانَ مِنَ الْكَاذِبِينَ ﴾ [النور: 7].
- 3- الرد: ﴿ لَيْسَ لِوَقْعَتِهَا كَاذِبَةٌ ﴾ [الواقعة: 2]؛ أي: ليس لها راد.
- 4- الجحود: ﴿ مَا كَذَبَ الْفُؤَادُ مَا رَأَى ﴾ [النجم: 11].
- 5- التكذيب: ﴿ بَلْ كَذَّبُوا بِالْحَقِّ لَمَّا جَاءَهُمْ ﴾ [ق: 5].
- 6- الافتراء: ﴿ وَيَوْمَ الْقِيَامَةِ تَرَى الَّذِينَ كَذَبُوا عَلَى اللَّهِ وُجُوهُهُمْ مُسْوَدَّةٌ ﴾ [الزمر: 60].

## الكذب في المسيحية واليهودية
الكذب في الديانتين المسيحية واليهودية يعتبر محرماً، حيث يذكر العهد القديم «لاَ تَسْرِقْ، وَلاَ تَكْذِبْ، وَلاَ تَغْدُرْ بِصَاحِبِكَ،» و«وَهَذَا مَا عَلَيْكُمْ أَنْ تَفْعَلُوهُ: لاَ تَكْذِبُوا بَعْضُكُمْ عَلَى بَعْضٍ، وَاحْكُمُوا فِي سَاحَاتِ قَضَائِكُمْ بِالْعَدْلِ وَأَحْكَامِ السَّلاَمِ.». لا يوجد استثناءات لهذه القاعدة.

## انتشار الكذب
ينتشر الكذب في المجتمع بشكل كبير لأسباب كثيرة منها التهرب من قول الصدق. والصراحة تكشف الكذب. ويسهل التواصل الحقيقي بين الأفراد على زيادة الصراحة والنقد وانكشاف الصدق من الكذب. ويمثل الانفعال لدى التحاور الطبيعي أولى دوافع انكشاف حقيقة الفرد. فالإنسان الطبيعي لا يمكن أن يسيطر على نفسه لحظات الانفعال وقد يسقط الكذب إذا تم استفزازه. وبذلك، فان المواجهة الطبيعية بين الأفراد والتواصل والتحاور تقلص من فرص الكذب.

## أشكال الكذب لدى الأطفال
- 1/كذب التقليد: يقوم الطفل بملاحظة وتقليد سلوك الوالدين أو المحيطين به.
- 2/كذب اللذة:يمارسه الطفل لتأكيد قدراته على الإيقاع بالآخرين والنيل منهم، وهو شبيه بالكذب العدواني.
- 3/الكذب الكيدي: يلجأ إليه الطفل لمضايقة من حوله نتيجة مشاعر الغيرة أو إحساسه بالظلم والتفرقة.
- 4/الكذب العدواني السلبي: يتبنى الطفل أعذاراً غير حقيقية أو مبالغ فيها ليواصل سلبيته عندما يطلب منه عمل ما.
- 5/كذب التفاخر: يلجأ الطفل لتعويض النقص الذي يشعر فيه بتضخيم ذاته ومكانته الاجتماعية وممتلكاته بين الآخرين.
- 6/الكذب الادعائي (المرضي): ادعاء الطفل بأنه مضطهد أو محروم أو يعاني من المرض بهدف الحصول على الرعاية والاهتمام والعطف.
- 7/كذب الانتباه: يلجأ إليه الطفل عندما يفقد اهتمام من حوله رغم سلوكياته الصادقة من أجل نيل الاهتمام والانتباه.
- 8/الكذب الخيالي: سعة خيال الطفل تدفعه لتحقيق مشاعر النجاح وتحقيق الذات من خلال أوهام ورغبات غير واقعية. فالطفل الصغير لا يميز بين الحقيقة والخيال، ومن هنا فإن كلامه يكون قريباً من اللعب، فيتحدث وكأنه يلعب ويتسلى، ويكون حديثه نوعاً من التعبير عن أحلام طفولته أو ما يطلق عليه (أحلام اليقظة)، التي تعبر عن رغباته وأمنياته التي يصعب التعبير عنها في الواقع. وهذا النوع من الخيال لا يعتبر كذباً، ولا ينذر بانحراف سلوكي أو اضطراب نفسي،

9/الكذب الدفاعي: يتخلص الطفل من الموقف عن طريق نسبه إلى الآخرين ويعد من أكثر أنواع الكذب شيوعاً بين الأطفال، وتجدر الإشارة إلى أن أكثر ما يدفع الطفل إلى الاستمرار في الكذب هو شعوره بنفعه.

## اقوال عن الكذب
- قال الرسول ﷺ : «إن الكذب يهدي إلى الفجور وإن الفجور يهدي إلى النار».
- نيتشه عن أحد الكاذبين: «لست منزعجاً لأنك كذبت علي، لكنني منزعج لأنني لن أصدقك بعد هذه المرة».
- «أخبر صديقك كذبة فإن حفظها سراً فأخبره الحقيقة». مثل شعبي
- «الحقيقة العارية أفضل دوماً من أجمل كذبة لباساً». آن لاندرس
- «اكذب كذبة كبيرة ثم حاول تبسيطها وكررها، في النهاية ستصدقها». أدولف هتلر حول القدرة على خداع الشعوب بالكذب
- «كذبة واحدة تدمر سمعة شخص بالكامل». بالتسار غراسيان
- «الكذب يكون بالكلمات وكذلك بالصمت». أدرين ريتش، حول أساليب الكذب
- «البشر لا يصدقون الكذب لأنهم مجبرون على ذلك، لكن لأنهم يريدون ذلك». مالكولم ماغيريدج
- «من السهل تصديق كذبة سمعناها في الماضي على أن نصدق حقيقة نسمعها للمرة الأولى».